# Alfred Roberts

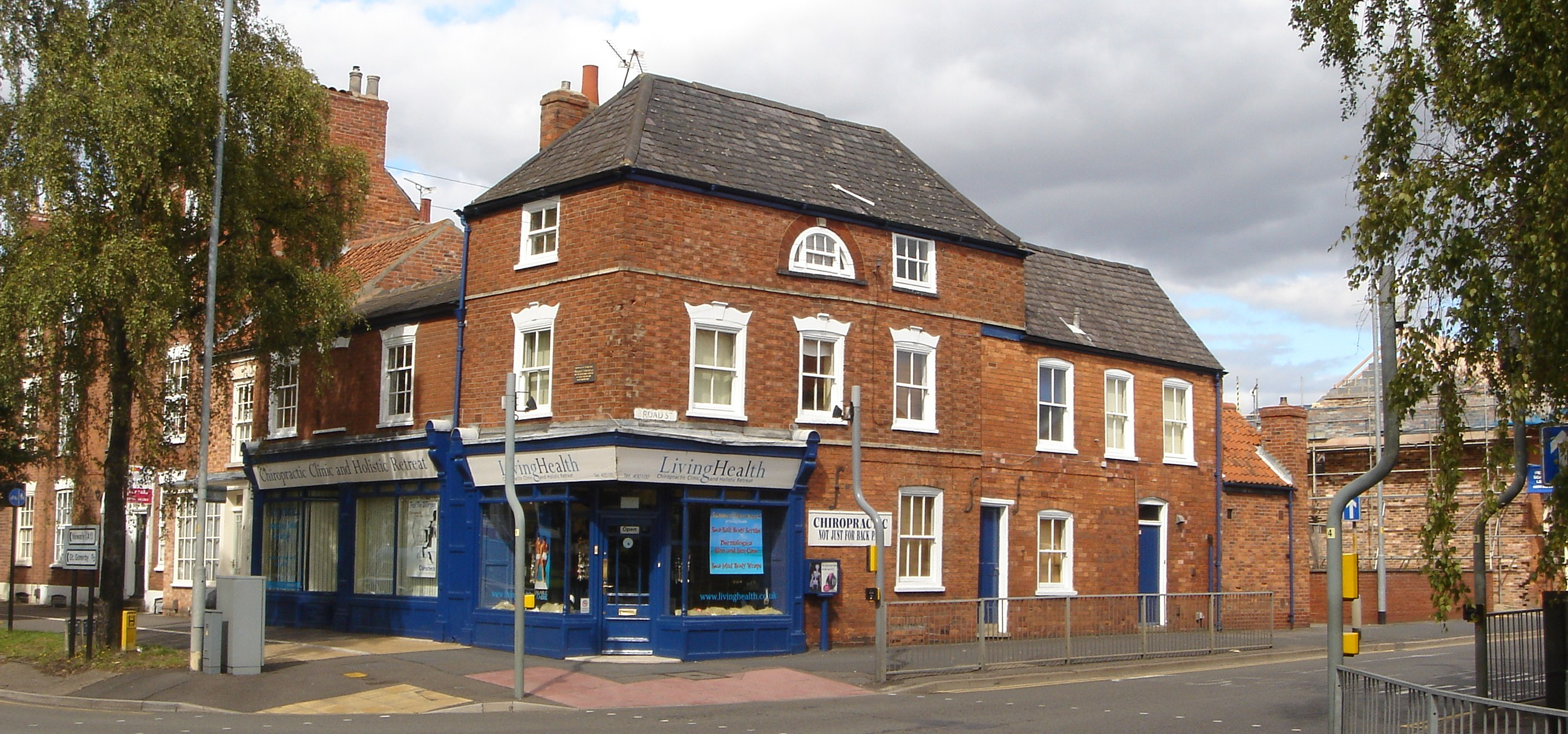
Huis van Alfred Roberts, het geboortehuis van Margaret Thatcher

Alfred Roberts (Ringstead, 18 april 1892 - 10 februari 1970) was een Brits kruidenier, lekenpredikant, wethouder en burgemeester van Grantham. Hij was de vader van Margaret Thatcher, de voormalige premier van het Verenigd Koninkrijk.

## Biografie

### Vroege leven
Roberts groeide op in het graafschap Northamptonshire. Hij was de vijfde van zeven kinderen. Zijn vader was Benjamin Ebenezer Roberts (1857-1925), afkomstig uit een familie uit Ringstead; zijn moeder was Ellen Smith (1857-1935), wier moeder in Kenmare in Ierland werd geboren.
Roberts had slechte ogen. Dit betekende dat hij niet kon toetreden tot het familieambacht van schoenmakerij. Toen hij dertien was verliet hij de school om zijn familie te helpen ondersteunen. Hij verhuisde naar Grantham, in het graafschap Lincolnshire, waar hij een baan als leerling bij een groenteboer vond. Oorspronkelijk had hij leraar willen worden. Toen de Eerste Wereldoorlog in 1914 uitbrak, probeerde Roberts, "een intens patriottische man", tot zes keer toe dienst te nemen in het leger, maar elke keer werd hij vanwege zijn slechte ogen afgewezen.
Vier jaar na zijn verhuizing naar Grantham, ontmoette Roberts Beatrice Ethel Stephenson via de lokale Methodistische kerk, waar hij elke zondag de dienst bijwoonde. Zij trouwden in Grantham op 28 mei 1917. Het echtpaar kreeg twee dochters, die beiden in Grantham werden geboren: Muriel (1921 - december 2004) en Margaret (1925 - april 2013). In 1919 kochten zij de kruidenierswinkel en in 1923 opende Roberts een tweede winkel. Elk jaar maakte hij zich een week vrij van zijn werk om deel te kunnen nemen aan het jaarlijkse bowlstoernooi in Skegness. Roberts was een religieus man die regelmatig als lekenprediker optrad. In die hoedanigheid ontmoette hij diverse prominente Methodisten, zoals Leslie Weatherhead en Donald Soper.

### Politiek
Roberts was een "ouderwetse liberaal" die sterk in de traditioneel liberale waarden van individuele verantwoordelijkheid en gezonde financiën geloofde. Hij had John Stuart Mills On Liberty gelezen en hij bewonderde dit werk zeer. Hij kwam ook uit een familie die van oudsher Liberaal had gestemd, maar hij was van mening dat de liberale partij het collectivisme had omhelsd en dat nu de Conservative Party voor de traditionele waarden van het oude liberalisme stond. Zijn dochter Muriel herinnerde zich dat Roberts "altijd een liberaal in hart en nieren was geweest". In de Britse verkiezingen van 1935 steunde hij de lokale conservatieve kandidaat Victor Warrender bij het winnen van de zetel voor het Lagerhuis van het het kiesdistrict Grantham.
In 1927 werd Roberts als een onafhankelijke in de gemeenteraad van Grantham gekozen. Hij was ook parttime Justice of the Peace, voorzitter van de Kamer van Koophandel, voorzitter van Rotary, directeur van de Grantham Building Society, directeur van de Trustee Savings Bank, voorzitter van de plaatselijke National Savings Movement, gouverneur van de lokale jongens- en meisjes-grammarschool en voorzitter van de Workers' Educational Association.
Tijdens de Tweede Wereldoorlog was hij Chief Welfare Officer. De civiele bescherming viel hier onder. Hij werd al snel voorzitter van de Finance and Rating Committee en werd in 1943 door de raad tot wethouder (Alderman) verkozen. Van november 1945 tot 1946 was hij burgemeester van Grantham, waarbij hij presideerde over de overwinningfeesten in de stad. In zijn inaugurele rede riep Roberts op tot een omvangrijk bestedingsprogramma om de wegen, het openbaar vervoer, de gezondheidszorg en de sociale diensten voor kinderen weer op te bouwen en om "huizen in duizendtallen te bouwen."
Op 21 mei 1952 werd Roberts als wethouder door de eerste Labourmeerderheid in de raad van Grantham weggestemd. Na de stemming verklaarde hij: "Het is nu bijna negen jaar geleden dat ik vereerd was deze functie te mogen bekleden en nu heb ik er vertrouwen in deze functie met mijn eer intact te kunnen neerleggen." Toen Margaret Thatcher meer dan dertig jaar later tijdens een interview met Miriam Stoppard aan deze gebeurtenis werd herinnerd, zei zij dat het "heel emotioneel" was en huilde zij op de televisie.

### Laatste jaren
Roberts verkocht zijn bedrijf in 1958 en ging daarna met pensioen. Hij bleef echter prediken. Ook bleef hij actief in de Rotary Club. Zijn vrouw Beatrice overleed in 1960. In 1965 trouwde Roberts  opnieuw met Cecily Miriam Hubbard. Vijf jaar later in 1970 stierf hij, kort voor de Britse verkiezingen van dat jaar. Hij maakte niet meer mee dat zijn dochter Margaret negen jaar later de eerste vrouwelijke minister-president van het Verenigd Koninkrijk werd.

## Voetnoten
1. ↑  (en)  Edward J. Davies, “The Ancestry of Baroness Thatcher”, Lincolnshire History and Archaeology, 42 (2007):blz. 40-42.
2. ↑  Margaret Thatcher, The Path to Power (HarperCollins, 1995), blz. 4.
3. ↑  Independent diary
4. ↑  Births and Marriages England and Wales 1837-1983. Gearchiveerd op 17 december 2021.
5. ↑  Ibid, p. 21.
6. ↑  ibidem, blz. 65
7. ↑  John Campbell, Margaret Thatcher: The Grocer's Daughter (Jonathan Cape, 2000), blz. 11
8. ↑  Ibidem, blz. 12.
9. ↑  Hugo Young,One of Us ( Pan, 1990), blz. 10.
10. ↑  Thatcher, blz. 21.
11. ↑  (en)  Young, blz. 308.
12. ↑  John Campbell, The Grocer's Daughter